# Альма (Квебек)
Альма (фр. Alma) — город в провинции Квебек в Канаде, в регионе Сагеней — Озеро Сен-Жана. Город-побратим — Фалез во Франции.

## Географическое положение

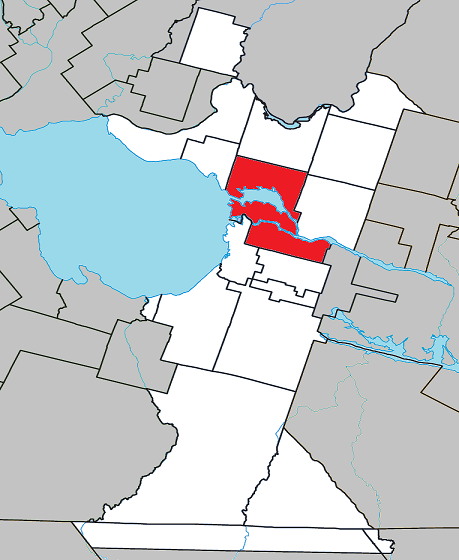
Положение Альмы в региональном муниципалитете Озеро Сен-Жан Восточное

Альма находится у истока реки Сагеней около озера Сен-Жан, в 230 километрах от Квебека. Город является административным центром регионального муниципалитета Озеро Сен-Жан Восточное. Альма состоит из объединённых 6 муниципалитетов: Альма, Ривербенд, Иль-Малинь, Нодвиль, Делиль и прихода Альма.
В агломерацию Альма входит город Альма и муниципалитет Сент-Назэр (население 2114 человек в 2011 году). Общее население агломерации — 33 018 человек.

## История

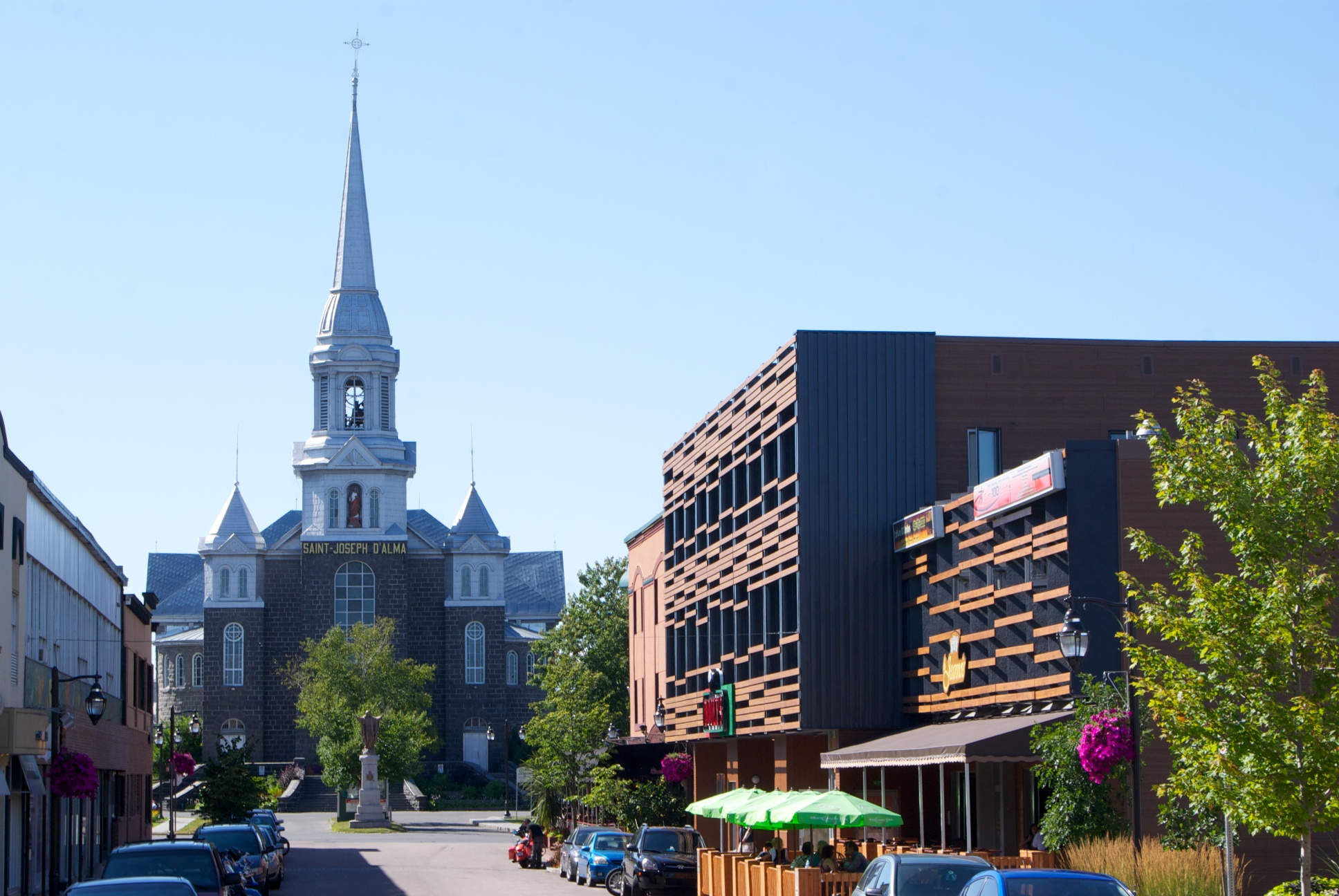
Центр города Альма

Топоним Альма первоначально был связан с островом, находящимся на слиянии двух стоков из озера Сен-Жан. Согласно докладу инспектора Эдмона-Альфреда Дебюржера, он прогуливался возле места будущего города, узнал о победе в ходе сражения на Альме (Крымская война) и предложил это название для поселения. Позднее появилось поселение Сен-Жозеф-д’Альма, оно отделилось от муниципалитета Эбервиль. Поселение появилось около 1860 года и стало городом в 1924 году. Развитие города было тесно связано с развитием деревообрабатывающей индустрии. В 1923 году возле него началось строительство гидроэлектростанции Иль-Малинь. После окончания строительства в 1926 году ГЭС поставляла энергию на алюминиевый завод Арвида и целлюлозно-бумажный комбинат. В 1920-х годах население города увеличилось в пять раз. Город стал известен под именем Альма в 1954 году. Во время Второй мировой войны в городе был построен алюминиевый завод Алкан, который был расширен в 50-е годы. Альма стал торговым, профессиональным, медицинским центром региона. В 1962 году к городу присоединились 4 муниципалитета. В 2001 году к городу был присоединён муниципалитет Делиль с населением 4208 жителей.

## Население
Согласно переписи населения 2011 года, в Альме проживали 33 018 человек. Средний возраст — 45,6 лет. 15,0 % населения города составляли дети младше 14 лет, 6,4 % — население от 14 до 19 лет, 22,3 % — от 20 до 39 лет, 31,4 % — от 40 до 59 лет, 24,8 % — люди старше 65 лет. Из 26 255 человек старше 15 лет, 36,6 % состояли в официальном браке, 23,0 % — в гражданском браке, 25,3 % никогда не были женаты. В Альме 13 325 домашних хозяйств и 8965 семей, среднее количество человек в домашнем хозяйстве — 2,3 человека..
У 98,9 % населения единственным родным языком является французский, только 0,4 % населения признали английский язык единственным родным. В 2011 году 60,3 % населения города старше 25 лет получили высшее образование (59,6 % национальный уровень), причём 17,0 % имели университетскую диплом или степень, 18,0 % — диплом колледжа и 25,2 % торговый сертификат. Медианный доход семьи после уплаты налогов в 2010 году составлял 57 109 $.
Динамика населения:
| 1991   | 1996   | 2001   | 2006   | 2011   | 2014   |
| ------ | ------ | ------ | ------ | ------ | ------ |
| 25 910 | 26 127 | 25 918 | 29 998 | 30 904 | 31 398 |